# Ranipur
Ranipur è una suddivisione dell'India, classificata come nagar panchayat, di 18.029 abitanti, situata nel distretto di Jhansi, nello stato federato dell'Uttar Pradesh.